# Marianne Berg

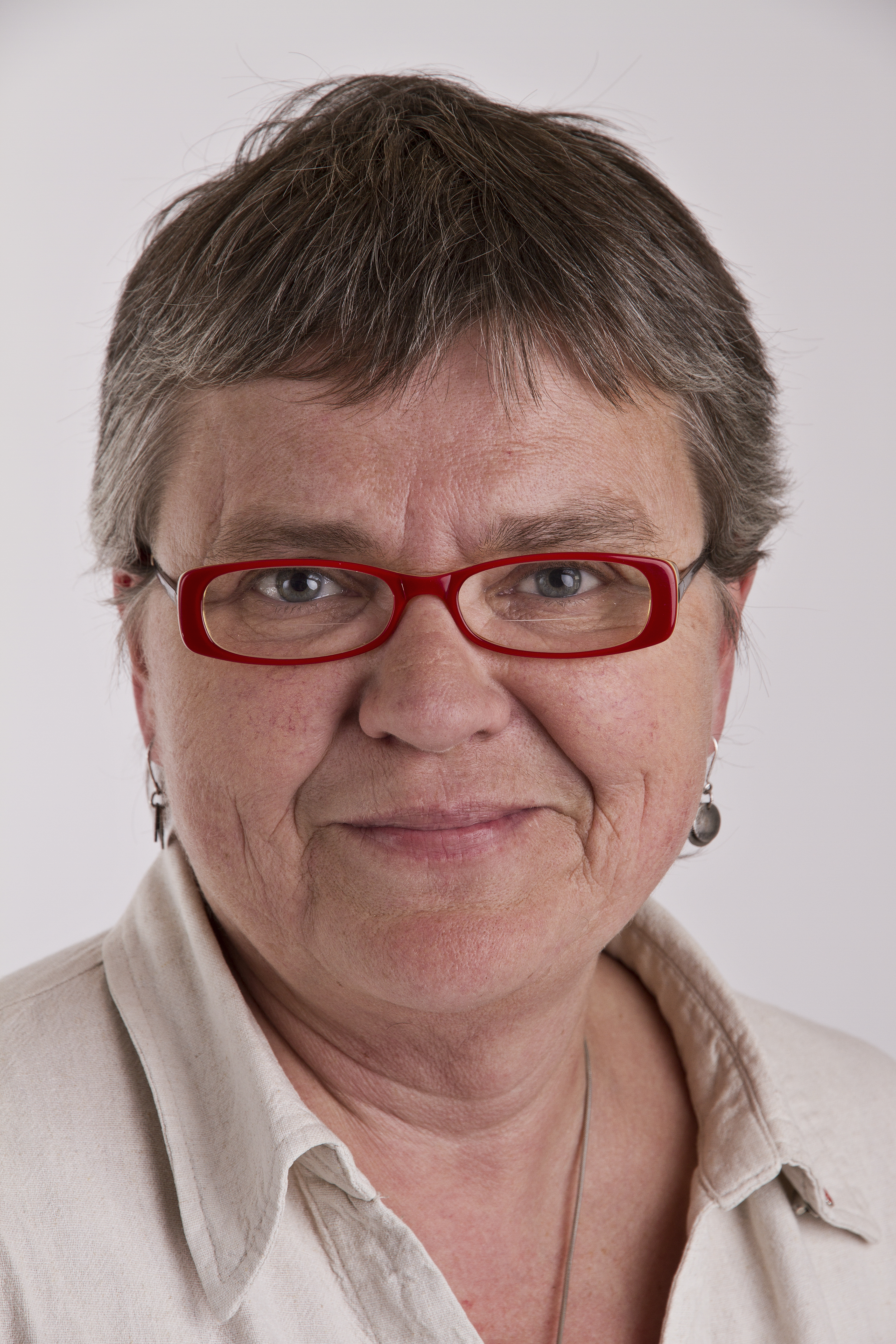
Marianne Berg

Marianne Berg (* 1954) ist eine schwedische Politikerin der Vänsterpartiet.
Seit 2006 ist Berg Abgeordnete im schwedischen Reichstag. Sie ist Mitglied der schwedischen Delegation im Nordischen Rat.